# Cristian Galano
Cristian Galano (Foggia, 1º aprile 1991) è un calciatore italiano, centrocampista o attaccante dell'Aversa Normanna.

## Caratteristiche tecniche
Dotato di molta tecnica oltre che di un eccellente dribbling. È in grado di giocare in tutte le posizioni offensive di qualsiasi modulo. È soprannominato Il Robben della Capitanata o il Robben di Puglia per via del ruolo ricoperto e della somiglianza fisica.

## Carriera

### Club

#### Bari e prestito al Gubbio
Galano cresce calcisticamente nella primavera del Bari. Nella stagione 2008-2009 debutta in Serie B sotto la guida dell'allenatore Antonio Conte contro la Salernitana.
Nel 2010 viene acquistato in prestito dal Gubbio, squadra di Lega Pro Prima Divisione. Debutta sotto la guida dell'allenatore Vincenzo Torrente collezionando 30 presenze e 5 reti contribuendo alla promozione della squadra in Serie B.
Nel 2011 dopo il prestito torna al Bari dove ritrova Vincenzo Torrente in panchina. Nella stagione 2011-2012 gioca 15 partite segnando anche il suo primo gol in carriera nella serie cadetta. La stagione termina con il Bari al 13º posto in classifica.
Nella stagione 2012-2013 realizza 4 reti in 29 presenze contribuendo al 10º posto in classifica.
La seguente stagione è ancora tra le file del Bari. Il 2 dicembre 2013 mette a segno la sua prima doppietta in carriera in Serie B contro la Ternana, gara casalinga terminata 2-1. 
Durante questa stagione, il 13 gennaio 2014 il suo cartellino è stato pignorato perché l'azienda che ha gestito il servizio steward presso lo Stadio San Nicola ha promosso un'azione legale nei confronti della società dal quale vanterebbe un credito di circa 70.000 euro; l'ufficiale giudiziario ha quindi stabilito che parte del ricavato della futura ed eventuale cessione del calciatore sarebbero stati utilizzati per soddisfare il credito vantato dall'azienda di servizi. Termina la stagione 2013-2014 con 41 presenze e 11 gol segnati (44 presenze 13 gol se si comprendono i play-off) risultando il miglior marcatore stagionale della squadra. Il campionato termina con il Bari Calcio classificato settimo in classifica, in zona play-off (verrà sconfitto poi in semifinale dal Latina).
Nella stagione successiva segna 5 gol in 36 partite con il Bari classificandosi al 10º posto con la squadra pugliese.

#### Vicenza e ritorno al Bari
Il 31 agosto 2015 viene ceduto al Vicenza in prestito con obbligo di riscatto. Gioca quindi la stagione 2015-2016 tra le file della squadra vicentina. Segna la sua prima rete con i biancorossi alla terza giornata di campionato contro il Como. Termina la stagione con 37 presenze all'attivo e 7 reti segnate. La squadra si posiziona al 13º posto in classifica. La seguente stagione Galano è ancora a Vicenza. È stato il primo giocatore a ricevere il «cartellino verde» per il suo fair play.
Il 31 gennaio 2017, dopo metà stagione giocata in Veneto, torna per la seconda volta al Bari in prestito con obbligo di riscatto. Fa il suo esordio e segna contemporaneamente la sua prima marcatura con i galletti proprio contro il Vicenza, sua ex squadra. In mezza stagione trascorsa con la maglia biancorossa, Galano segna 7 reti. La squadra a fine campionato si piazza al 12º posto in classifica. Il 1º luglio 2017 viene riscattato dal Bari.
Il 7 agosto 2017 disputa la prima gara della stagione contro il Parma, valida per la Coppa Italia, siglando una doppietta. Il 28 ottobre 2017 raggiunge le 200 presenze in Serie B. Con 17 gol segnati tra Serie B e Coppa Italia questa è la sua miglior stagione con i galletti. A fine stagione rimane svincolato dopo il fallimento del Bari.

#### Parma, prestito al Foggia e Pescara
Nell'estate del 2018 si accasa al Parma, neopromosso in Serie A; il 17 agosto 2018, dopo aver esordito nei turni preliminari di Coppa Italia con la maglia dei crociati, prima dell'inizio del campionato si trasferisce al Foggia in prestito con diritto di riscatto. In stagione segna 3 reti in 21 partite di campionato e, dopo la retrocessione in Serie C dei rossoneri, il 29 giugno 2019 si trasferisce al Pescara. Il 1º settembre segna i primi gol con gli abruzzesi, realizzando una doppietta al Pordenone, nella partita vinta per 4-2.

#### Quarta esperienza al Bari
Il 31 gennaio 2022 passa in prestito con obbligo di riscatto al verificarsi di determinate condizioni al Bari, tornando a vestire la maglia biancorossa per la quarta volta in carriera. Questa esperienza si rivela però molto deludente con appena 13 presenze registrate in una stagione e mezzo. 

#### Brindisi e Polimnia
Dopo essersi svincolato dal Bari, il 15 settembre 2023 firma un contratto fino al termine della stagione con il Brindisi, club neopromosso in Serie C. Dopo appena 8 presenze, il 4 gennaio 2024 rescinde il contratto con i brindisini.
Il 24 ottobre 2024 firma un contratto fino al termine della stagione con la Polimnia, squadra appartenente alla città di Polignano a Mare (BA) e militante nel campionato di Eccellenza pugliese.  

### Nazionale
Ha giocato nelle nazionali giovanili Under-16, Under-18 ed Under-19; nel settembre 2010 esordisce nella nazionale Under-20 sotto la direzione di Francesco Rocca. Con la maglia azzurra dell'Under-20 colleziona 2 presenze.

## Statistiche

### Presenze e reti nei club
Statistiche aggiornate al 5 novembre 2024.
| Stagione            | Squadra         | Campionato      | Campionato | Campionato | Coppe nazionali | Coppe nazionali | Coppe nazionali | Coppe continentali | Coppe continentali | Coppe continentali | Altre coppe | Altre coppe | Altre coppe | Totale | Totale |
| Stagione            | Squadra         | Comp            | Pres       | Reti       | Comp            | Pres            | Reti            | Comp               | Pres               | Reti               | Comp        | Pres        | Reti        | Pres   | Reti   |
| ------------------- | --------------- | --------------- | ---------- | ---------- | --------------- | --------------- | --------------- | ------------------ | ------------------ | ------------------ | ----------- | ----------- | ----------- | ------ | ------ |
| 2008-2009           | Bari            | B               | 1          | 0          | CI              | 0               | 0               | -                  | -                  | -                  | -           | -           | -           | 1      | 0      |
| 2009-2010           | Bari            | A               | 0          | 0          | CI              | 0               | 0               | -                  | -                  | -                  | -           | -           | -           | 0      | 0      |
| 2010-2011           | Gubbio          | 1D              | 30         | 5          | CI+CI-LP        | 2+0             | 0               | -                  | -                  | -                  | SL-PD       | 2           | 0           | 34     | 5      |
| 2011-2012           | Bari            | B               | 15         | 1          | CI              | 1               | 0               | -                  | -                  | -                  | -           | -           | -           | 16     | 1      |
| 2012-2013           | Bari            | B               | 29         | 4          | CI              | 1               | 0               | -                  | -                  | -                  | -           | -           | -           | 30     | 4      |
| 2013-2014           | Bari            | B               | 41+3       | 11+2       | CI              | 2               | 0               | -                  | -                  | -                  | -           | -           | -           | 46     | 13     |
| 2014-2015           | Bari            | B               | 34         | 4          | CI              | 2               | 1               | -                  | -                  | -                  | -           | -           | -           | 36     | 5      |
| 2015-2016           | Vicenza         | B               | 37         | 7          | CI              | 0               | 0               | -                  | -                  | -                  | -           | -           | -           | 37     | 7      |
| 2016-gen. 2017      | Vicenza         | B               | 17         | 1          | CI              | 2               | 1               | -                  | -                  | -                  | -           | -           | -           | 19     | 2      |
| Totale Vicenza      | Totale Vicenza  | Totale Vicenza  | 54         | 8          |                 | 2               | 1               |                    | -                  | -                  |             | -           | -           | 56     | 9      |
| gen.-giu. 2017      | Bari            | B               | 19         | 7          | CI              | 0               | 0               | -                  | -                  | -                  | -           | -           | -           | 19     | 7      |
| 2017-2018           | Bari            | B               | 32+1       | 14+1       | CI              | 1               | 2               | -                  | -                  | -                  | -           | -           | -           | 34     | 17     |
| ago. 2018           | Parma           | A               | 0          | 0          | CI              | 1               | 0               | -                  | -                  | -                  | -           | -           | -           | 1      | 0      |
| set. 2018-2019      | Foggia          | B               | 21         | 3          | CI              | 0               | 0               | -                  | -                  | -                  | -           | -           | -           | 21     | 3      |
| 2019-2020           | Pescara         | B               | 35+2       | 13+1       | CI              | 2               | 0               | -                  | -                  | -                  | -           | -           | -           | 39     | 14     |
| 2020-2021           | Pescara         | B               | 27         | 4          | CI              | 2               | 0               | -                  | -                  | -                  | -           | -           | -           | 29     | 4      |
| 2021-gen. 2022      | Pescara         | C               | 8          | 0          | CI-C            | 2               | 1               | -                  | -                  | -                  | -           | -           | -           | 10     | 1      |
| Totale Pescara      | Totale Pescara  | Totale Pescara  | 72         | 18         |                 | 6               | 1               |                    | -                  | -                  |             | -           | -           | 78     | 19     |
| gen.-giu. 2022      | Bari            | C               | 9          | 0          | CI-C            | -               | -               | -                  | -                  | -                  | SC-C        | 1           | 0           | 10     | 0      |
| 2022-2023           | Bari            | B               | 4          | 0          | CI              | 2               | 0               | -                  | -                  | -                  | -           | -           | -           | 6      | 0      |
| Totale Bari         | Totale Bari     | Totale Bari     | 188        | 44         |                 | 9               | 3               |                    | -                  | -                  |             | 1           | 0           | 198    | 47     |
| set. 2023-gen. 2024 | Brindisi        | C               | 8          | 0          | CI-C            | 1               | 0               | -                  | -                  | -                  | -           | -           | -           | 9      | 0      |
| ott. 2024-2025      | Polimnia        | Ecc.            | 1          | 0          | CID-P           | 1               | 1               | -                  | -                  | -                  | -           | -           | -           | 2      | 1      |
| Totale carriera     | Totale carriera | Totale carriera | 373        | 78         |                 | 22              | 6               |                    | -                  | -                  |             | 3           | 0           | 395    | 79     |

## Palmarès

### Club
- Campionato italiano di Serie B: 1

Bari: 2008-2009
- Lega Pro Prima Divisione: 1

Gubbio: 2010-2011 (girone A)
- Serie C: 1

Bari: 2021-2022 (girone C)